# Jochen Hahn (pilote)
Jochen Hahn, né le 18 avril 1974 à Altensteig, dans le Bade-Wurtemberg en Allemagne est un pilote de course allemand sur camions, sextuple champion d'Europe du CECC en 2011, 2012, 2013 , 2016, 2018 et 2019 rejoignant les pilotes Rod Chapman, Steve Parrish, Heinz-Werner Lenz qui ont également conquis trois titres européens d'affilée, mais Hahn a accompli sa série lors de la catégorie unique. Il devient le deuxième pilote de l'histoire du championnat avec Steve Parrish à obtenir cinq titres. De 1999 à 2010, il se classe toujours dans les six premiers. Il est le fils de Konrad Hahn, ancien pilote de courses de camions de 1996 à 1999.
Jochen Hahn fait ses débuts dans le championnat d'Europe en 2000 lors du Grand Prix de Dijon avec la marque Mercedes-Benz. À la suite du retrait de celle-ci, Jochen Hahn évolue chez Man jusqu'en 2016. Au terme de la saison 2016, obtenant son quatrième titre et sa centième victoire, Jochen Hahn décide de quitter Man et de rejoindre la marque Iveco dans l'équipe Die Bullon Von Magirus au côté de Gerd Körber en 2017 puis de Stepahnie Halm.

## Biographie

### 2000-2007: les débuts chez Mercedes-Benz
En 2000, lors de sa première saison en ETRC, Jochen Hahn évolue avec la marque Mercedes-Benz en prenant à son tour le volant pour l'écurie créée par son père Konrad resté directeur d'équipe, le Hahn Racing. Lors de sa première course au Grand Prix de Dijon, il termine sixième. Il remporte sa première victoire lors de la première course du Grand Prix de Zolder, Grand Prix qui s’avérera pluvieux, mais qui lui aura porté chance puisqu'il remporte les quatre courses du weekend.

### 2008-2016: les années Man
À partir de la saison 2008, Jochen Hahn évolue avec la marque MAN à la suite du retrait de Mercedes-Benz en 2007. Il remporte sa première victoire chez Man lors de la quatrième course au Grand Prix du Mans en 2008.

#### 2011: champion d'Europe
Hahn obtient son premier titre en reportant une deuxième place lors de la course 3 du dernier Grand Prix au Mans.

#### 2012: double champion d'Europe
Hahn remporte les quatre courses du premier Grand Prix d'Istanbul.
À la suite de l'abandon de son principal rival Antonio Albacete à l'issue de la première course du Grand Prix du Mans, Hahn remporte son deuxième titre consécutif à trois courses de la fin de la saison.

#### 2014/2015: vice champion d'Europe et troisième
Pour les saisons 2014 et 2015, il termine respectivement à la troisième et à la deuxième place, Norbert Kiss devient alors le nouveau champion d'Europe.

#### 2016: quadruple champion d'Europe
Le 8 octobre 2016, à l'issue de sa victoire lors de la première course du Grand Prix du Mans, il est sacré champion d'Europe pour la quatrième fois de sa carrière et champion par équipes avec son coéquipier Rene Reinert. Le 9 octobre 2016, Il obtient la centième victoire de sa carrière lors de la troisième course du weekend.
Après 9 saisons et 77 victoires, il annonce son départ de Man pour rejoindre la marque italienne Iveco pour un contrat de trois ans.

### Depuis 2017: les années Iveco

#### 2017: vice-champion d'Europe
Au Grand Prix de Spielberg, pour l'ouverture de la saison, Jochen Hahn obtient sa première victoire avec Iveco lors de la première course.

#### 2018: quintuple champion d'Europe
Jochen Hahn remporte son cinquième titre européen en remportant la troisième course au Mans et devient l'égal de Steve Parrish.

## Résultats en championnat d'Europe de courses de camions

### Par saison
Mise à jour après le Modèle:Country data MIS Grand Prix de Misano 2019.
| Année | Ecurie      | Camion                    | Courses | Victoires | Podiums | Points | Classement final |
| ----- | ----------- | ------------------------- | ------- | --------- | ------- | ------ | ---------------- |
| 2000  | Hahn Racing | Mercedes                  | 40      | 6         | 14      | 327    | 4e               |
| 2001  | Hahn Racing | Mercedes                  | 44      | 0         |         | 161    | 4e               |
| 2002  | Hahn Racing | Mercedes                  | 38      | 0         | 11      | 272    | 4e               |
| 2003  | Hahn Racing | Mercedes                  | 40      | 0         | 10      | 186    | 6e               |
| 2004  | Hahn Racing | Mercedes                  | 40      | 7         | 10      | 276    | 5e               |
| 2005  | Hahn Racing | Mercedes                  | 40      | 2         | 11      | 249    | 6e               |
| 2006  | Hahn Racing | Mercedes                  | 36      | 6         | 15      | 291    | 4e               |
| 2007  | Hahn Racing | Mercedes                  | 36      | 2         | 16      | 291    | 4e               |
| 2008  | Hahn Racing | MAN                       | 36      | 1         | 14      | 305    | 4e               |
| 2009  | Hahn Racing | MAN                       | 40      | 6         | 21      | 319    | 3e               |
| 2010  | Hahn Racing | MAN                       | 35      | 8         | 18      | 318    | 3e               |
| 2011  | Hahn Racing | MAN TG                    | 40      | 12        | 22      | 402    | Champion         |
| 2012  | Hahn Racing | MAN TG                    | 44      | 16        | 31      | 378    | Champion         |
| 2013  | Hahn racing | MAN TGS                   | 40      | 8         | 20      | 417    | Champion         |
| 2014  | Hahn racing | MAN                       | 36      | 6         | 21      | 383    | 2e               |
| 2015  | Hahn racing | MAN                       | 40      | 4         | 23      | 434    | 3e               |
| 2016  | Hahn Racing | MAN                       | 36      | 14        | 29      | 462    | Champion         |
| 2017  | Hahn Racing | Iveco Stralis 440 E 56 XP | 35      | 4         | 10      | 343    | 2e               |
| 2018  | Hahn Racing | Iveco Stralis 440 E 56 XP | 32      | 12        |         | 387    | Champion         |
| 2019  | Hahn Racing | Iveco Stralis 440 E 56 XP | 4       | 9         |         | 42     | Champion         |
| Total |             |                           | 728     | 118       | 296     | 6201   | 5 titres         |

## Statistiques en championnat d'Europe
Mise à jour après le  Grand Prix de Jarama 2017.
- 20 saisons en ETRC

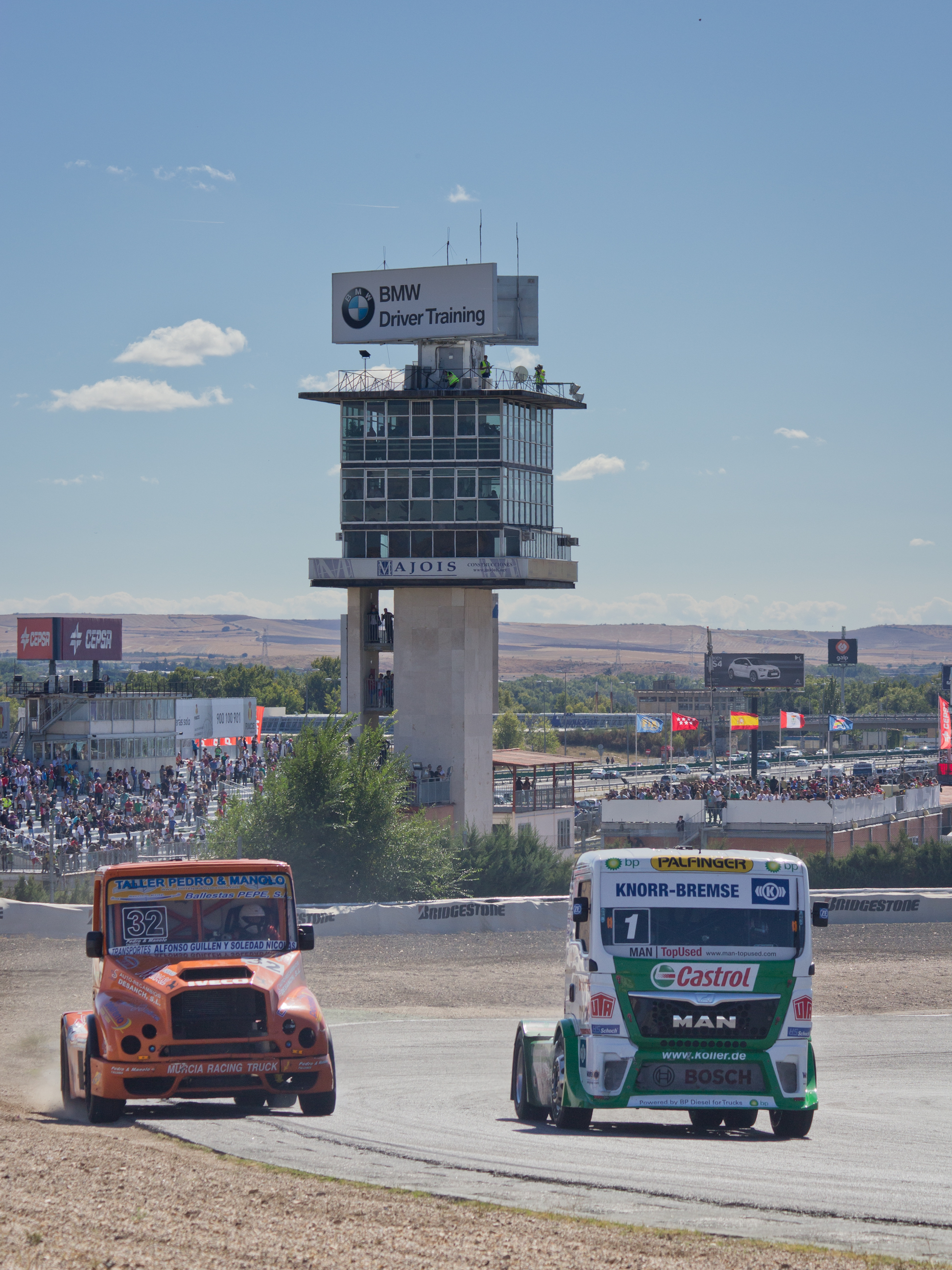
Pedro Ignacio García Marco (à G.) et Jochen Hahn (à D.), au Circuit de Jarama en 2013.

- 5 titres de champion d'Europe (2011, 2012, 2013, 2016, 2018)
- 5814 points marqués
- 128 victoires
- 296 podiums
- 696 départs
- Début en ETRC : 29 avril 2000 au Grand Prix de Dijon
- Première victoire : le 16 septembre 2000 au Grand Prix de Zolder

Équipe :
- Championne d'Europe en 2016 avec Rene Reinert (Team Reinert Adventure)
- Vice-championne d'Europe de courses de camions, en 2008 et 2009 (Hahn racing Oxxo Racing Team)
  - 4e du championnat d'Europe de courses de camions, en 2000.

## Distinctions
- Désigné six fois Pilote favori du championnat ETRC par les spectateurs des Grand Prix, entre 2008 et 2013.